# Bílej kůň, žlutej drak
Bílej kůň, žlutej drak je mystifikační novela, psána v ich-formě, která se tváří jako autobiografie Vietnamky Lan Pham Thi. Knihu, která byla oceněna cenou Knižního klubu, ale napsal Jan Cempírek, údajně kvůli mystifikaci. Kniha vyšla v roce 2009. Kniha ukazuje českou vietnamskou komunitu tak, jak si Češi asi myslí, že v Česku vietnamská menšina skutečně žije.

## Děj
Kniha začíná příletem Juliina bratrance Tóta, v Praze je přepadnou skinheadi, Tóta zbijí, zachrání je neznámy záchranář, Julie později zjistí, že jde o Michala, malíře komiksů, který svými malbami vyzdobil vietnamskou restauraci „Dračí zátoka“, kterou se Juliin otec chystá v Písku otevřít. Při oslavě tradičního vietnamského svátku se odehraje i souboj kohoutů. Juliin strýc Khiem přijde o svůj prodejní stánek, vypálí mu ho skinheadi. Otevření restaurace se neobejde bez podplácení českých státních úředníků, Tonda (Juliin otec) je nucen na slavnostní zahájení pozvat primátora Písku, který si tak chce dopomoct k lepším výsledkům u voleb. Primátor se později opije a Julie si všímá, že řidič jeho limuzíny je skin, který přepadl ji a Tóta. Julie po maturitě studuje vysokou školu, bratranec Tót se stane spisovatelem (debutující povídkou o pobytu v Česku). Dračí zátoka je po dvou letech uzavřena.